# Trachyrhachys aspera
Trachyrhachys aspera es una especie de saltamontes de la subfamilia Oedipodinae, familia Acrididae. Esta especie se distribuye en Norteamérica y Centroamérica.